# Kaho (Bagassi)
Pour les articles homonymes, voir Kaho.
Kaho est une commune rurale située dans le département de Bagassi de la province des Balé dans la région de la Boucle du Mouhoun au Burkina Faso.